# Bạc hà lục
Bạc hà lục (Mentha spicata), còn được gọi là bạc hà bong, là một loài thực vật có hoa trong họ Hoa môi. Loài này được Carl von Linné mô tả khoa học đầu tiên năm 1753.

## Hình ảnh

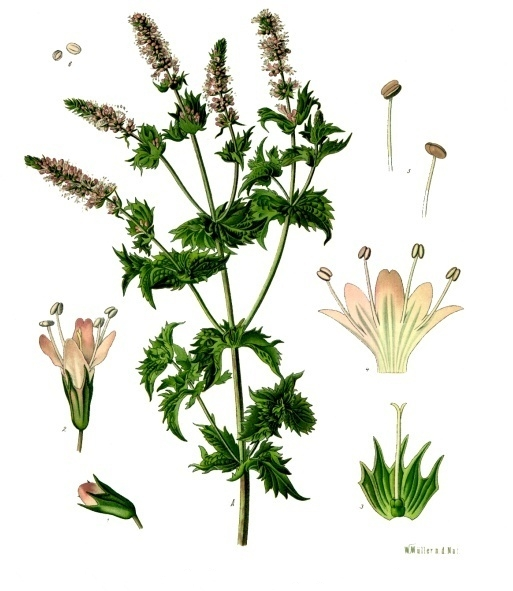
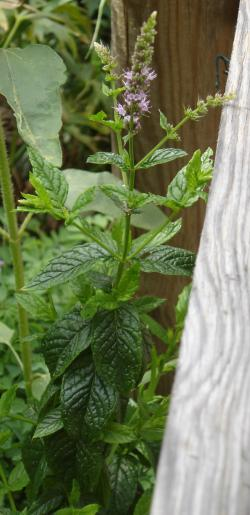
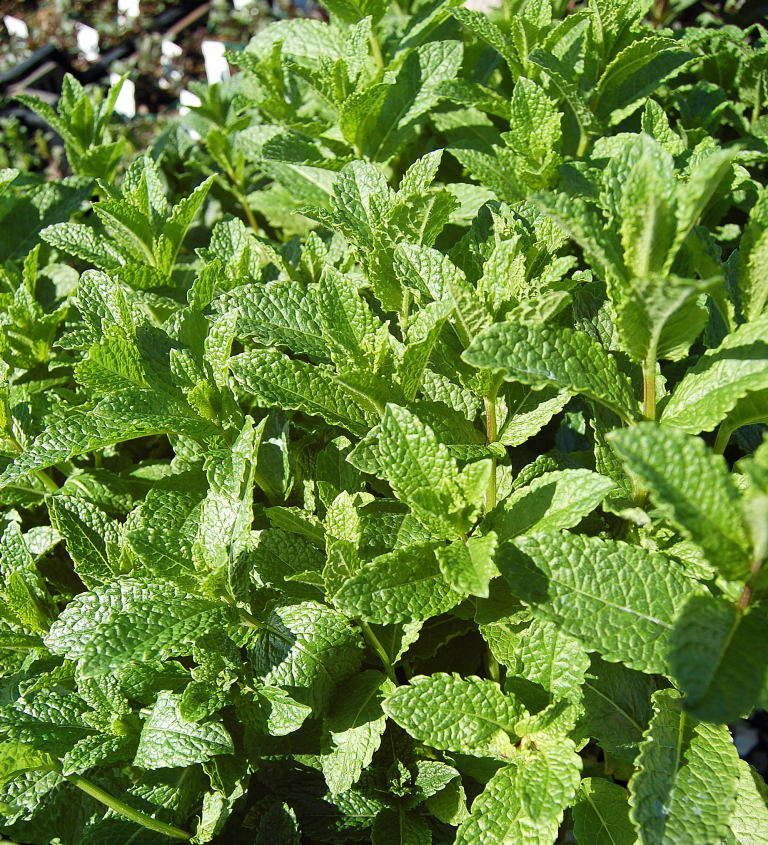
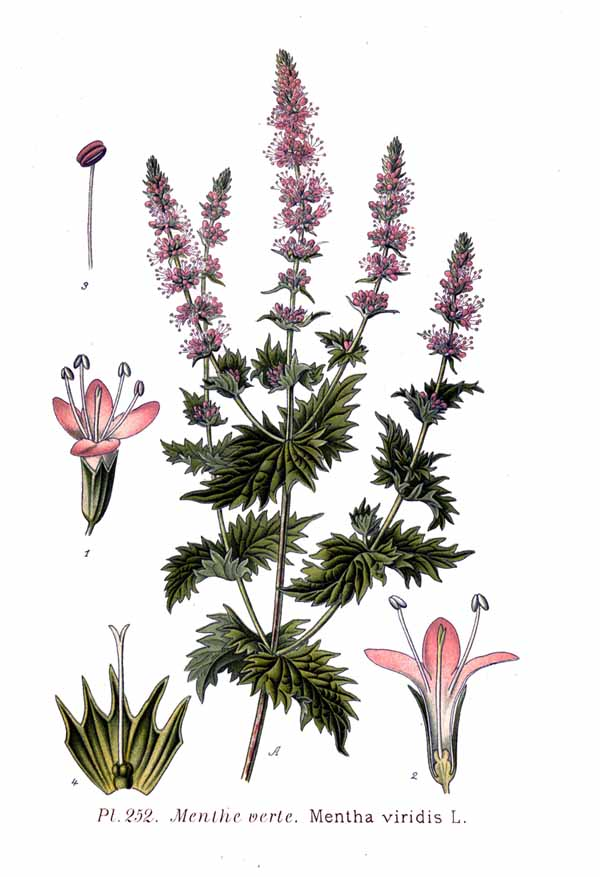